# Lopës
Lopës is een plaats en voormalige gemeente in de stad (bashkia) Tepelenë in de prefectuur Gjirokastër in Albanië. Sinds de gemeentelijke herindeling van 2015 doet Lopës dienst als deelgemeente en is het een bestuurseenheid zonder verdere bestuurlijke bevoegdheden. De plaats telde bij de census van 2011 723 inwoners. De plaats bestaat uit de volgende plaatsen: Sinanaj, Matohasanaj, Dorëz, Dhëmblan en Lab Martalloz.